# Borcea (gmina)
Borcea – gmina w Rumunii, w okręgu Călărași. Obejmuje tylko jedną miejscowość Borcea. W 2011 roku liczyła 7986 mieszkańców. 